# ونوس خزپوش (فیلم ۱۹۶۹ دالاماتو)
ونوس خزپوش (ایتالیایی: Venere in pelliccia) یک فیلم درام اروتیک به کارگردانی ماسیمو دالامانو است که در سال ۱۹۶۹ منتشر شد. از بازیگران این فیلم می‌توان به لائورا آنتونلی، ورنر پوخت و جاکومو فوریا اشاره کرد. این فیلم بر پایهٔ رمان ونوس خزپوش اثر لئوپولد فون زاخر-مازوخ ساخته شد و نخستین بار در سال ۱۹۶۹ در آلمان اکران شد.
در ایتالیا، این فیلم به دلیل صحنه‌های جنسی که خیلی خشن به نظر می‌رسید، در آزمون ادارهٔ بازبینی و سانسور تأیید نشد و تمام تلاش‌های عوامل سازنده برای رفع اشکالات نیازمند سانسور، با نسخه‌های تدوین‌شدهٔ مختلف، ناموفق بود. این فیلم در نهایت در سال ۱۹۷۳ با عنوان جمعهٔ برهنه منتشر شد، اما حتی این نسخه کوتاه‌شده پس از چند روز به دلیل بی‌حرمتی اخلاقی توقیف شد.